# Cosmia dealbata
Cosmia dealbata är en fjärilsart som beskrevs av Barend J. Lempke 1965. Cosmia dealbata ingår i släktet Cosmia och familjen nattflyn. Inga underarter finns listade i Catalogue of Life.